# François Favrat
Pour les articles homonymes, voir Favrat.
François Favrat est un réalisateur, scénariste et acteur français.

## Filmographie

### En tant que scénariste
- 2001 : Mon meilleur amour
- 2002 : Bord de mer
- 2003 : Elle est des nôtres
- 2004 : Le Rôle de sa vie
- 2009 : La Sainte Victoire
- 2014 : Boomerang

### En tant que réalisateur
- 2001 : Mon meilleur amour (court-métrage)
- 2004 : Le Rôle de sa vie
- 2009 : La Sainte Victoire
- 2014 : Boomerang
- 2021 : Compagnons

### En tant qu'acteur
- 2012 : Une vie meilleure de Cédric Kahn
- 2022 : Couleurs de l'incendie de Clovis Cornillac